# 224-1-142
224-1-142 — типовий проєкт цегляної школи на 30 класів (1176 учнів), розроблений у 1968 році у ЦНДІЕП навчальних будівель (Москва) та введений у 1970. Був спроєктований для розрахункової температури до −40° замість аналогічного проєкту 224-1-114 1968 року. Для Санкт-Петербургу в 1971 був розроблений проєкт 224-1-148. В 1979 замінений проєктом 224-1-358, що відрізняється розташуванням входу.
Школи за проєктом побудовані в Росії, Україні та Казахстані.
Панельні проєкти із таким же плануванням мають номери 222-1-126, 222-1-158, 222-1-289.

## Опис[1]
Будівля складається з Г-подібного в плані триповерхового об'єму класних кімнат, двоповерхового об'єму їдальні, спортзали, бібліотеки та актової зали, з'єднаних одноповерховими вестибюлями так, що утворюється квадратне патіо. Пізнаваною рисою проєкту є  проїзд до патіо у триповерховому об'ємі в один поверх висотою і шириною 8 вікон або 3 ряди колон. Розміри в осях, м: в плані 69,4×78,5 з комплексом їдальні, 66,5 м крило класів, 12,4 ширина крила класів, 30 ширина корпусу їдальні, 3 кроки вікон. Висоти: поверх 3,3 м, спортзалу 6 м, цоколь 0,9, триповерховий корпус до парапету даху 11,5.

## Галерея

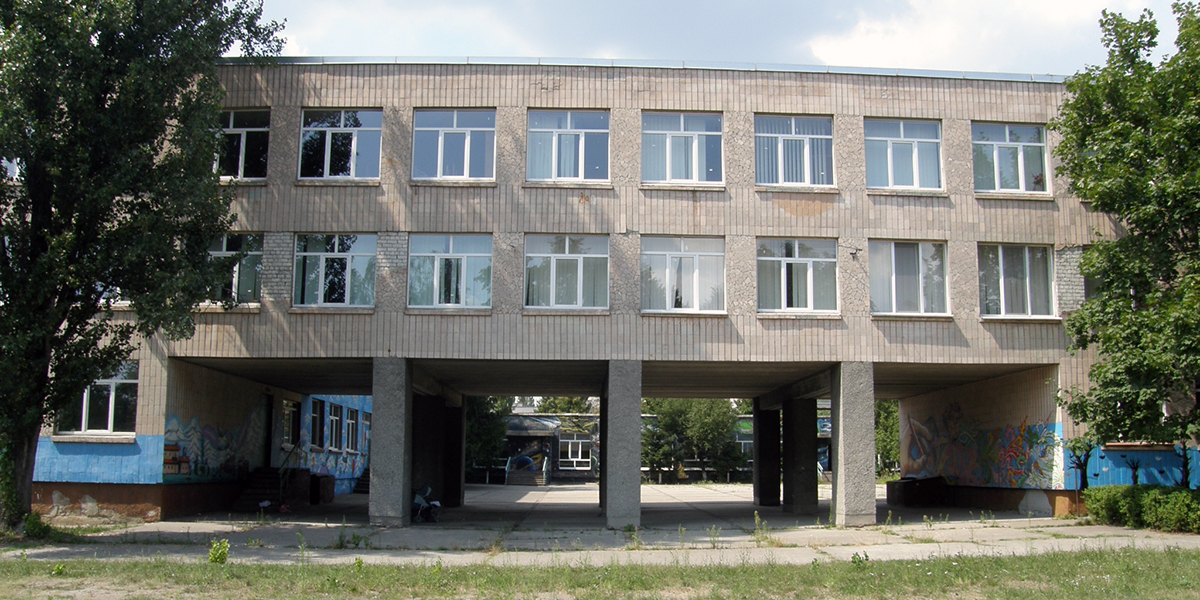
Вишгород, гімназія «Інтелект», 1977
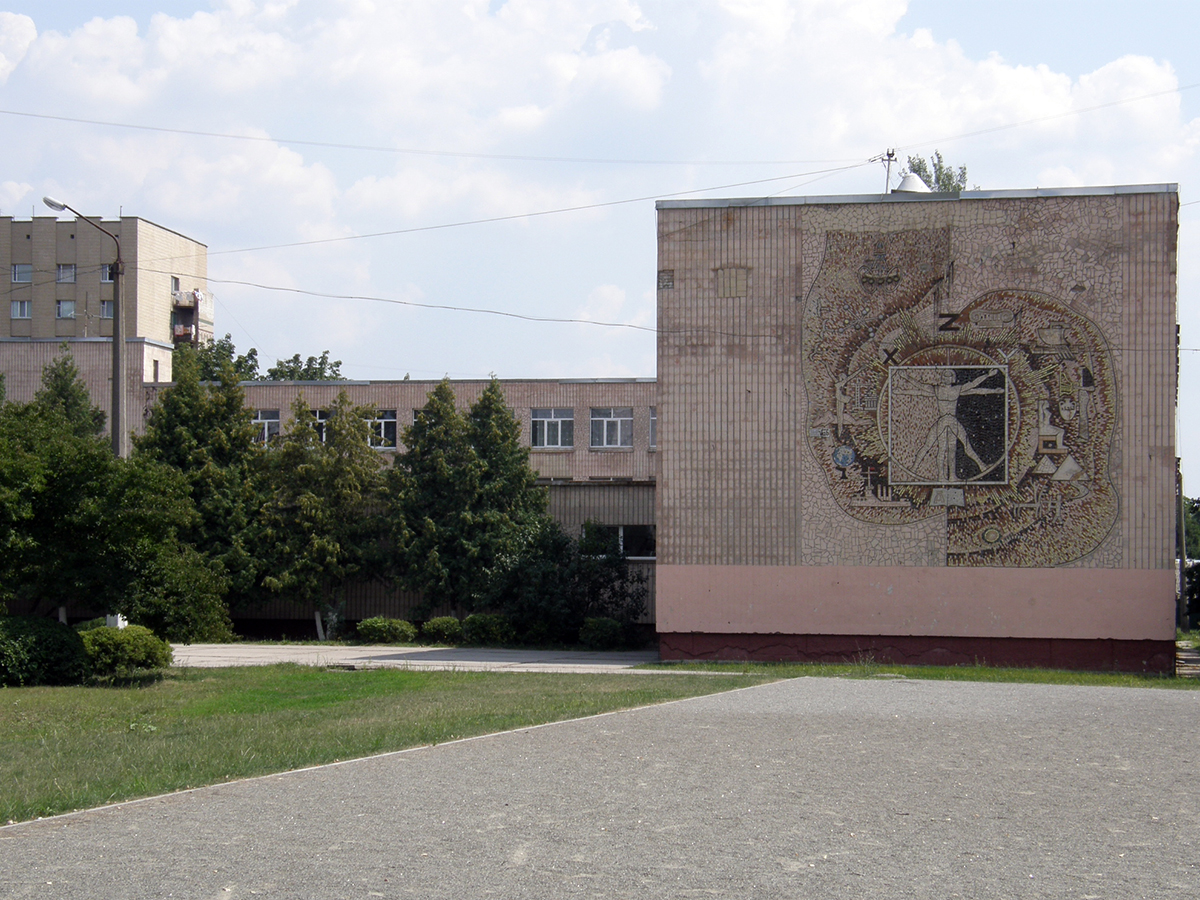
Вишгород, гімназія «Інтелект», 1977
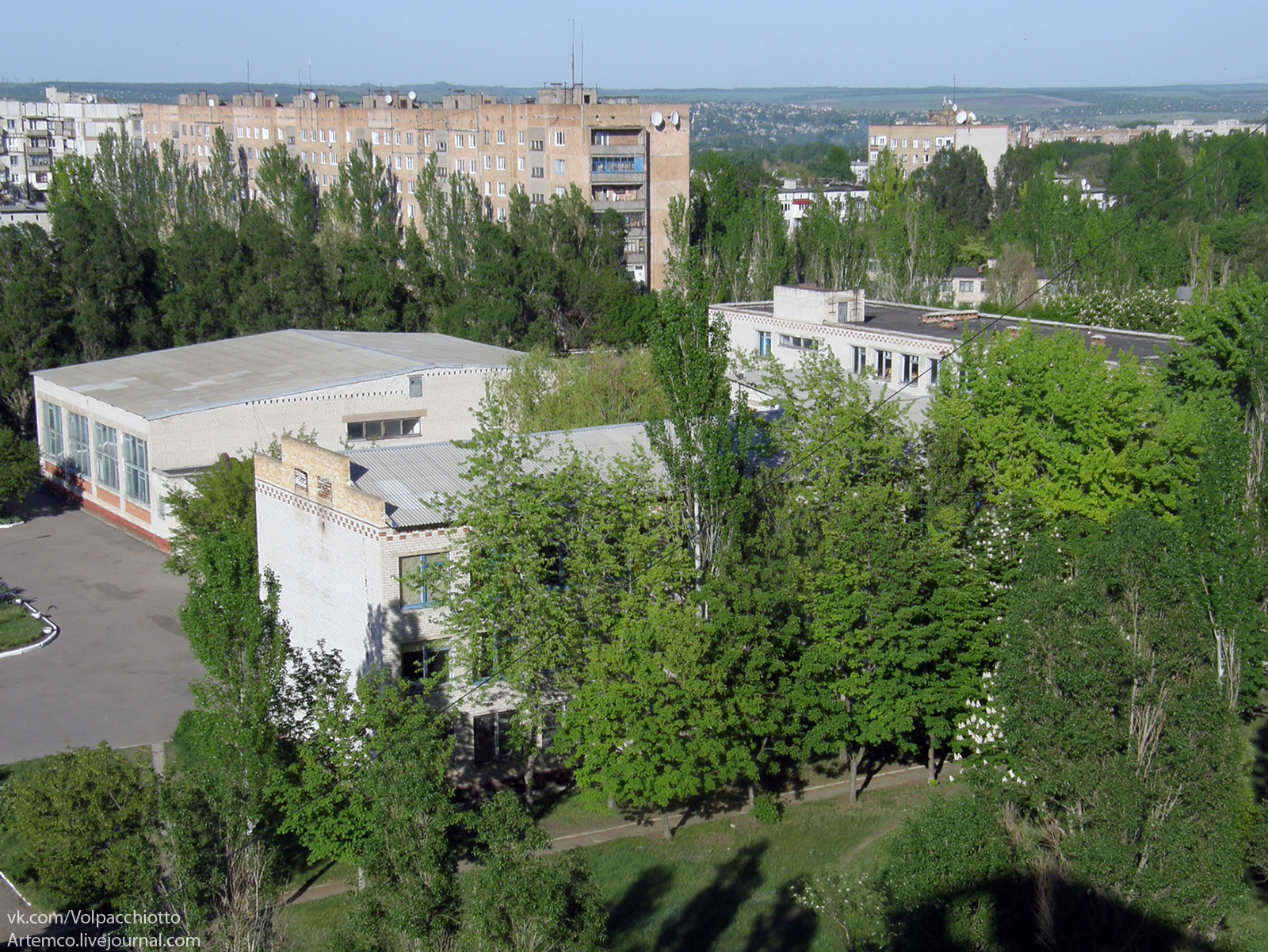
Костянтинівка, школа № 1, 1981
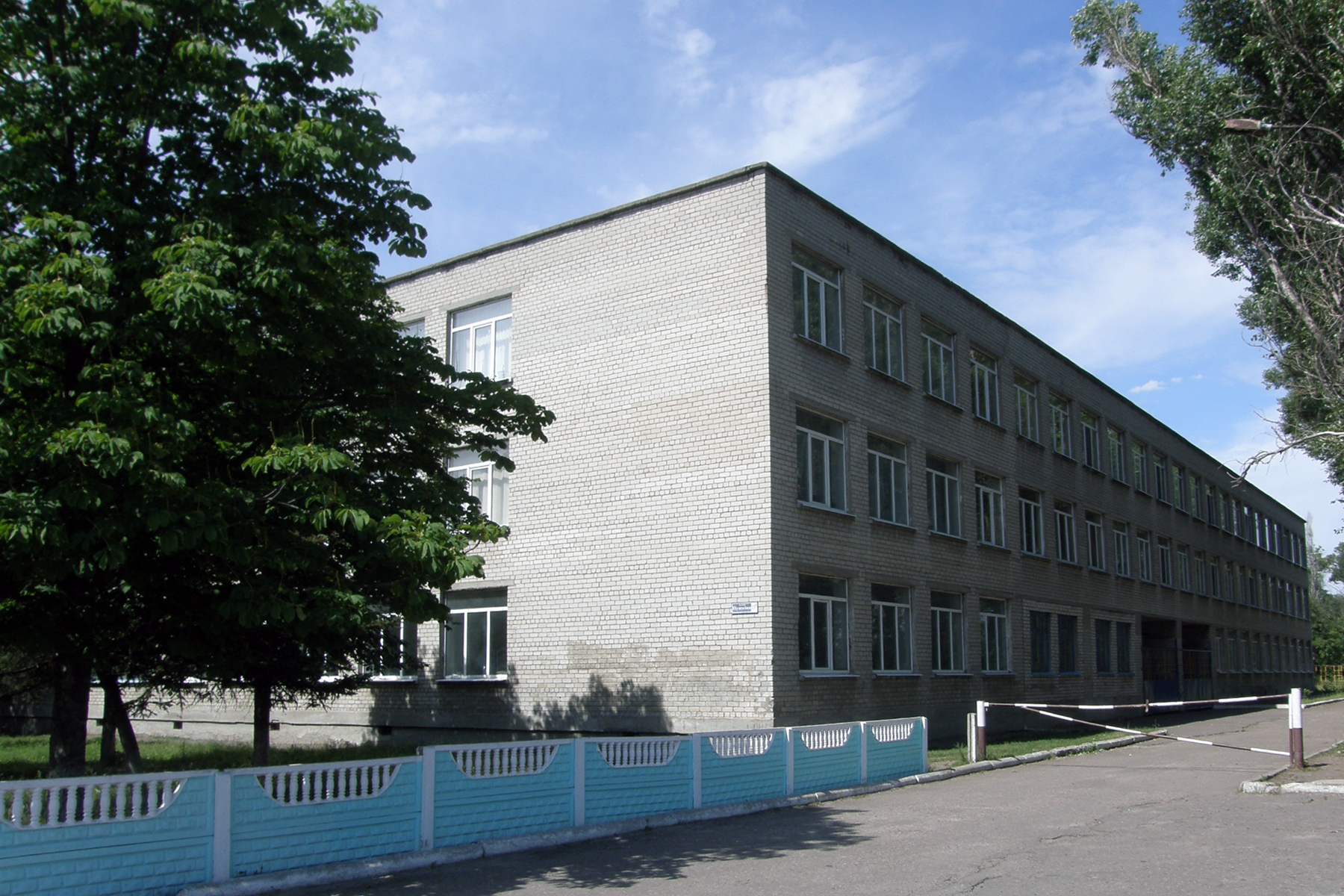
м. Лиман, школа № 2
Павлоград, школа № 11, 1982